# Dr. Motte
Dr. Motte (właśc. Matthias Roeingh, ur. 9 lipca 1960 w Berlinie) – niemiecki DJ i muzyk; pomysłodawca oraz inicjator Love Parade.

## Życiorys
Jego zawód wyuczony to robotnik budowlany (betoniarz). W latach 1981–1984 Roeingh był członkiem zespołu muzycznego Tote Piloten. Od 1985 roku występuje jako DJ. Pseudonimu Dr. Motte używa on od 1991 roku. Wraz z Westbamem tworzyli hymny na imprezy cyklu Love Parade w okresie 1997-2000.